# برلین غربی

پرچم برلین غربی

برلین غربی یک برون‌بوم سیاسی درون آلمان شرقی بود که بین سال‌های ۱۹۴۹ تا ۱۹۹۰ وجود داشت. این منطقه شامل مناطق غربی برلین بود که توسط آمریکا به رسمیت شناخته شده بود، و بخشی از آلمان تحت اشغال متفقین بود، که بعد بخشی از آلمان غربی شد و با برلین شرقی و بخش‌هایی از آلمان شرقی مرزبندی شده بود. برلین از زمان محاصره در سال ۱۹۴۸ موقعیت عجیبی یافت، در حالی که برلین شرقی در سال ۱۹۴۹ پایتخت آلمان شرقی اعلام شد، غربی‌ها موقعیت برلین غربی را مانند جزیره‌ای در محاصره دشمن حفظ کردند.
برلین غربی جزو مناطق تحت نفوذ آمریکا، بریتانیا و فرانسه بود که در سال ۱۹۴۵ پس از پایان جنگ جهانی دوم به وجود آمده بود. این منطقه از لحاظ سیاسی بخشی از آلمان غربی به‌شمار می‌آمد، هرچند که وضعیت خاصی داشت، چرا که اداره آن رسماً در دست متفقین غربی بود. برلین غربی با حدود دو میلیون نفر جمعیت، پرجمعیت‌ترین شهر آلمان در دوران جنگ سرد به‌شمار می‌رفت.
برلین شرقی که پایتخت آلمان شرقی بود از ۱۳ اوت ۱۹۶۱ تا ۹ نوامبر ۱۹۸۹ با دیواری به نام «دیوار برلین» از برلین غربی جدا شده بود. در ۳ اکتبر ۱۹۹۰ پس از اتحاد آلمان غربی و شرقی، برلین غربی نیز منحل شد.

## محاصره برلین غربی
در سال ۱۹۴۸ در اوج دوران جنگ سرد و پس از اعلام یک جانبه اصلاح پولی در آلمان غربی توسط متحدان غربی که شامل برلین غربی هم می‌شد، شوروی با محاصره اقتصادی برلین غربی واکنش نشان داد. در روز ۲۴ ژوئن محاصره همه‌جانبه برلین توسط نیروهای شوروی رسماً به مرحله اجرا درآمد و ارتباط این شهر با دنیای خارج از جمله خود آلمان غربی قطع شد.
محاصره برلین غربی در شرایطی که این منطقه محصور داشت، مردم این شهر را دچار وحشت کرد. اما دو روز بعد، آمریکا و بریتانیا محاصره را شکستند و با ایجاد یک کریدور هوائی، حمل آذوقه و سایر کالای مورد نیاز مردم را آغاز کردند. از ۲۶ ژوئن ۱۹۴۸ تا حدود یکسال با ۲۷۷ هزار پرواز به برلین غربی، کمک رسانی آمریکا و متحدین ادامه داشت. سرانجام بر اثر فشارهای وارده، در ۱۲ مه ۱۹۴۹ شوروی محاصره را پایان داد.